# Antonio Bisaglia
Antonio Bisaglia (Rovigo, 31 marzo 1929 – Santa Margherita Ligure, 24 giugno 1984) è stato un politico italiano e ministro della Repubblica.

## Biografia
Antonio Bisaglia nacque a Rovigo il 31 marzo del 1929 ed era proveniente da una famiglia numerosa nonché di origini particolarmente modeste, difatti suo padre lavorava presso le Ferrovie dello Stato. Bisaglia studiò nel Seminario Vescovile di Rovigo nei primi anni '40 mentre nel 1945, con l'epilogo del regime Fascista e la nascita della Democrazia Cristiana ad opera di Alcide De Gasperi ed altri membri provenienti dalla FUCI o dall'esperienza del Partito Popolare Italiano di don Luigi Sturzo, s'iscrisse all'Azione Cattolica successivamente guidata da Luigi Gedda.
Nel 1951 Antonio Bisaglia all'età di 23 anni venne eletto consigliere nazionale del movimento giovanile della Democrazia Cristiana, mentre il segretario nazionale del partito era da circa un anno Guido Gonella, contiguo a De Gasperi, in quel momento Presidente del Consiglio.
Antonio Bisaglia ottenne la laurea in Giurisprudenza presso l'Università degli Studi di Padova ed in seguito riuscì anche ad ottenere un incarico lavorativo presso la Cassa Mutua dei Coltivatori Diretti di Rovigo che divenne dieci anni dopo, nel 1963, la sua base elettorale per sei legislature, in un arco di tempo che ricopre più di un ventennio, fino alle elezioni politiche del 1983.
Entrò in Parlamento nel giugno del 1963 e ricoprì ininterrottamente la carica di deputato fino alle elezioni del 1979, quando fu eletto senatore nel collegio di Bassano del Grappa e confermato alle successive elezioni del 1983. All'interno della Democrazia Cristiana afferiva alla cosiddetta corrente "Dorotea", sorta nel 1959 nella chiesa di Santa Dorotea, la quale si poneva in contrapposizione rispetto all'accentramento del potere di Amintore Fanfani e che era formata da Mariano Rumor, Antonio Segni, Paolo Emilio Taviani, Emilio Colombo e, sebbene su posizioni dialettiche, anche Aldo Moro.
Ha svolto incarichi di governo per circa 8 anni a partire dal 1972:
- Ministro dell'agricoltura e delle foreste per alcuni mesi nel V governo Rumor nel 1974;
- Ministro delle partecipazioni statali nel IV e V governo Moro e nonché nel III, nel IV e nel V governo Andreotti nella stagione politica del cosiddetto Compromesso Storico con il PCI di Enrico Berlinguer.
- Ministro dell'industria, del commercio e dell'artigianato nel I e nel II governo presieduto da Francesco Cossiga e nel governo presieduto da Arnaldo Forlani tra l'agosto del 1979 ed il dicembre del 1980; in questa veste partecipò al Comitato interministeriale per le informazioni e la sicurezza del 5 agosto 1980 in cui "formulò un'ipotesi di collegamento tra il disastro del DC9 ad Ustica e l'attentato terroristico dei Nuclei Armati Rivoluzionari a Bologna"[1].

Si dimise da ogni carica di governo nel dicembre del 1980, due mesi successivi alla nascita del governo Forlani.
Si era anche fatto promotore di alcune istanze autonomiste della propria terra, il Veneto, sia per quanto riguarda un'ipotetica riforma federale, sia per una riorganizzazione della DC veneta sul modello bavarese della CSU.
Antonio Bisaglia morì all'età di 55 anni il 24 giugno 1984 a Santa Margherita Ligure, in circostanze non del tutto chiarite, nonostante la versione ufficiale, confermata dalla giustizia, fosse una caduta in mare dal panfilo Rosalù di proprietà della moglie Romilde Bollati di Saint Pierre (sposata l'anno prima, nel 1983) in seguito ad un'onda anomala mentre il panfilo veleggiava al largo delle coste del golfo di Genova. Al momento della morte rivestiva la carica di Presidente del gruppo Parlamentare Democristiano al Senato della Repubblica.
Negli anni successivi anche due persone vicine ad Antonio Bisaglia scomparvero in circostanze simili e non del tutto chiarite. Il suo segretario particolare, Gino Mazzolaio, affogò il 30 aprile 1993 nel fiume Adige. Il fratello monsignor Mario Bisaglia, sacerdote, secondo talune fonti fu ucciso ed il corpo fu gettato nel lago di Centro Cadore e fu trovato il 17 agosto del 1992, quasi un decennio dopo alla morte del fratello; inizialmente si pensò ad un decesso cagionato da un annegamento, ma le perizie effettuate molti anni dopo hanno accertato che si era trattato di un soffocamento.

## Eredità politica
Antonio Bisaglia è ricordato per aver allevato due giovani leve della Democrazia Cristiana, di cui asserì: «Ho due figli, uno bello e uno intelligente». Secondo la stampa il figlio "bello" era Pier Ferdinando Casini, mentre il figlio considerato "intelligente" era Marco Follini; in effetti, a seguito della divergenza politica tra i due nel 2008 quando Follini fu eletto nel Partito Democratico, la prima occasione di un incontro pubblico comune è stata proprio la commemorazione della morte di Antonio Bisaglia a Rovigo nel 1º luglio del 2009.